# S.J. Perelman
Pour les articles homonymes, voir Perelman.
Sidney Joseph Perelman, simplement dit S.J. Perelman, né le 1er février 1904 et mort le 17 octobre 1979 à New York, est un écrivain, chroniqueur humoristique et scénariste américain.

## Biographie
Il naît à Brooklyn dans une famille juive récemment émigrée de Russie.
Très jeune, il développe un goût prononcé pour le dessin et rêve d’une carrière de caricaturiste.  Ses parents s'étant installés à Providence, il  collabore pendant ses études médicales à la Brown University au journal du collège puis à diverses autres revues auxquelles il confie des articles humoristiques.
Il publie son premier livre en 1929, et c’est ce qui enclenche sa carrière à Hollywood.
Il participe aux scénarios des Marx Brothers de Monnaie de singe en 1931 et de Plumes de cheval en 1932. Il réalise de nombreux autres scénarios mais s’arrête en 1945 et ne donnera plus qu’un ultime scénario en 1957 avec Le Tour du monde en quatre-vingts jours.
En 1943, il  écrit les textes d'une comédie musicale One Touch of Venus dont la musique est composée par  Kurt Weill.
Il fournit des chroniques humoristiques régulières au  New Yorker et à d'autres journaux. Il écrit plusieurs  pièces de théâtre.
En 1929, il épouse Laura West (née Lorraine Weinstein)  sœur de l'écrivain Nathanael West qui collabore à la plupart de ses œuvres. Il a de nombreuses aventures notamment avec l'écrivaine et mondaine  Leila Hadley (1925-2009). À la mort de sa femme en 1970, il s’installe en Angleterre où il séjourne quelques années.
En 1978, il reçoit un spécial National Book Award pour sa contribution aux lettres américaines.
Il reste sans doute l’écrivain américain le plus drôle du  XXe siècle.

## Filmographie
(comme scénariste)
- 1936 : Vingt-cinq Ans de fiançailles (Early to Bed) de Norman Z. McLeod.

## Œuvres en français
- La Petite Bête qui monte - Le Rocher, 2000
- Tous à l'Ouest - Le Dilettante, 2009
- L'Œil de l'idole, préface de Woody Allen - éditions Wombat, 2011.